# That’s Why God Made the Radio (Album)
That’s Why God Made the Radio ist das 29. Album der Beach Boys und das erste seit 1996. Es wurde am 5. Juni 2012 anlässlich des 50. Jubiläums der Beach Boys weltweit veröffentlicht.

## Entstehung
Ende 2011 wurden Gerüchte laut, die Beach Boys würden sich wieder in alter Besetzung zusammenfinden und eine Tournee und ein Album machen. Anfang 2012 erschien dann eine neue Aufnahme von Do It Again, auf der alle noch lebenden Beach Boys mitwirkten, und die Veröffentlichung eines neuen Albums wurde für den 1. Juni 2012 angekündigt. Gleichzeitig wurde eine neue Welttournee angekündigt, die 50 Konzerte umfasst und am 26. April 2012 startete.
Die Entstehungsgeschichte des Albums That’s Why God Made the Radio begann Ende der 1990er Jahre. Brian Wilson arbeitete zu diesem Zeitpunkt mit Joe Thomas an einigen Liedern für sein Album Imagination. Während dieser Zusammenarbeit entstanden unter anderem zwei bis drei Lieder, die Brian Wilson nicht auf seinem Soloalbum veröffentlichen wollte. Eines dieser Lieder war That’s Why God Made the Radio. Wilson wollte diese Lieder für ein eventuelles neues Album der Beach Boys zurückhalten. Um die Produktion eines neuen Albums der Beach Boys einzuleiten, schickte Brian Wilson seinem Bruder Carl Wilson eine Demoaufnahme des Stücks Lay Down, Burden, das damals noch den Titel Lay Down Your Burden trug. Carl Wilsons Krebserkrankung verhinderte jedoch eine Zusammenarbeit. Brian Wilson und Joe Thomas arrangierten das Lied nach Carl Wilsons Tod in die Ballade Lay Down, Burden um und veröffentlichten sie auf Brian Wilsons fünftem Soloalbum. Nach Carl Wilsons Tod wurden die Arbeiten für ein neues Album der Beach Boys eingestellt.
Jahre später nahm Brian Wilson mit Thomas Kontakt auf und berichtete, dass er an einem neuen Album arbeite und alte Demoaufnahmen aus ihrer früheren Zusammenarbeit verwenden wolle. Wilson, Thomas und Jeffrey Foskett arrangierten einige Lieder aus dem vorliegenden Tonmaterial, nahmen Demos auf und legten diese Capitol Records vor. Insgesamt präsentierte Wilson der Plattenfirma vier Stücke, wie etwa das Lied That’s Why God Made Radio. Das Label war an einer Zusammenarbeit interessiert, akzeptierte die Idee ein neues Album der Beach Boys zu veröffentlichen und handelte ein Vertrag über das Album aus.
Kurze Zeit später trafen sich Wilson und Thomas mit Mike Love in einem Steakhaus und fragten ihn, ob er interessiert sei, als Texter und Sänger bei dem Album tätig zu werden. Dieser willigte sofort ein.
Ursprünglich sollte das Album den Namen Summer’s Gone tragen. Da sich aber Mike Love gegen Brian Wilson durchsetzen konnte, wurde es nach dem Lied That’s Why God Made the Radio benannt. Einer anderen Quelle zufolge jedoch war es Brian Wilson selbst, der den Albumnamen änderte, weil ihm angeblich die neue Arbeit mit den anderen Beach Boys viel Spaß machte und er daher nicht mehr so einen traurigen Titel für das Album wollte.
Am 16. Mai 2012 traten die Beach Boys beim Teleshopping-Sender QVC auf, um das Album That’s Why God Made the Radio vorzustellen. Während der Sendung hatten die Zuschauer die Möglichkeit, das Album zu erwerben. QVC nahm nahezu 20.000 Bestellungen entgegen. Nach Schätzungen der Musikindustrie verkaufte sich das Album 60.000 bis 65.000 mal bis zum 10. Juni 2012.

## Titelliste
1. Think About the Days (Brian Wilson, Joe Thomas)
2. That’s Why God Made the Radio (B. Wilson, J. Thomas, Larry Millas, Jim Peterik)
3. Isn’t It Time (B. Wilson, Mike Love, J. Thomas, L. Millas, J. Peterik)
4. Spring Vacation (B. Wilson, M. Love, J. Thomas)
5. The Private Life of Bill and Sue (B. Wilson, J. Thomas)
6. Shelter (B. Wilson, J. Thomas)
7. Daybreak Over the Ocean (M. Love)
8. Beaches in Mind (B. Wilson, M. Love, J. Thomas)
9. Strange World (B. Wilson, J. Thomas)
10. From There to Back Again (B. Wilson, J. Thomas)
11. Pacific Coast Highway (B. Wilson, J. Thomas)
12. Summer’s Gone (B. Wilson, Jon Bon Jovi, J. Thomas)

## Informationen zu den Liedern
- Der Ursprung des Liedes That’s Why God Made the Radio liegt Demos zugrunde, an denen Brian Wilson und Joe Thomas in den 90er Jahren arbeiteten. Sie waren zu diesem Zeitpunkt Nachbarn in St. Charles (Illinois). Laut Thomas wollte Wilson das Lied nicht als Solist veröffentlichen, sondern hielt es für ein zukünftiges Album der Beach Boys zurück. Der Name That’s Why God Made the Radio fiel Brian nach einem Baseballspiel der Chicago White Sox in den späten 1990er Jahren ein, das er mit Joe Thomas besucht hatte.
- Shelter stellt laut Joe Thomas eine Erweiterung des Liedes In My Room dar.
- Isn’t It Time sollte zunächst nicht auf dem Album veröffentlicht werden. Zwei Monate vor der Veröffentlichung entschieden die Verantwortlichen kurzfristig, es doch mit auf das Album zu nehmen.
- Beaches in Mind ist eines der ersten Lieder des Albums That’s Why God Made the Radio an dem Mike Love mitarbeitete.
- Jon Bon Jovi wirkte an dem Lied Summer’s Gone mit. Er steuerte einige Strophen bei und veränderte die Melodie an verschiedenen Stellen. Während seiner Arbeit an dem Stück nannte Bon Jovi das Lied auch Brian Wilsons My Way.[9]
- Wilson und Thomas entwickelten das Lied Spring Vacation aus der gleichen Demoaufnahme aus der auch das Lied Lay Down, Burden resultierte. Mike Love benötigte im Studio lediglich fünf Minuten, um den Text für Spring Vacation zu schreiben.
- Das Lied Daybreak over the Ocean wurde von Mike Love bereits 1978 für eines seiner unveröffentlichten Soloalben geschrieben. Neben Love sind seine Kinder Hayleigh, Christian und der frühere Tourmusiker Adrian Baker auf der Aufnahme zu hören. Später sangen Wilson, Jardine, Johnston und Foskett weitere Gesangsspuren für das Lied ein.[10][11]

## Kommerzieller Erfolg

### Chartplatzierungen
Das Album erreichte am 18. Juni 2012 Platz drei der US-Billboard-Charts. Damit war That’s Why God Made the Radio das erste Album der Beach Boys seit 15 Big Ones im Jahr 1976, das es in die Top-10 der US-Billboard-Charts schaffte. Mit dem Album gelang es den Beach Boys, den Rekord um die längste Zeitspanne zwischen zwei Platzierungen in den Top-10 einer Band zu brechen. Rekordhalter waren bis dahin die Beatles. In den deutschen Album-Charts erreichte das Album Platz 36 und verließ diese nach einer Woche.
| ChartsChartplatzierungen       | Höchstplatzierung | Wochen |
| ------------------------------ | ----------------- | ------ |
| Deutschland (GfK)              | 36 (4 Wo.)        | 4      |
| Österreich (Ö3)                | 42 (2 Wo.)        | 2      |
| Schweiz (IFPI)                 | 36 (2 Wo.)        | 2      |
| Vereinigte Staaten (Billboard) | 3 (8 Wo.)         | 8      |
| Vereinigtes Königreich (OCC)   | 15 (3 Wo.)        | 3      |